# Reino Börjesson
Reino Erik Börjesson, född 4 februari 1929 i Partille, död 21 oktober 2023 i Partille, var en svensk fotbollsspelare. Börjesson spelade 10 A-landskamper för Sverige och deltog i VM 1958. På klubblagssidan representerade han Jonsereds IF, IFK Göteborg och Norrby IF.

## Biografi

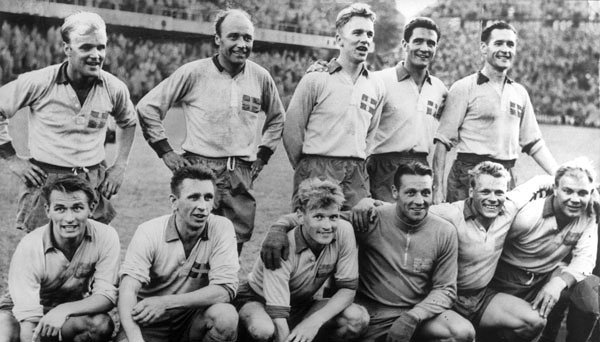
Det svenska herrlandslag i fotboll som tog silver vid VM 1958 – på knä från vänster: Kurt Hamrin, Reino Börjesson, Orvar Bergmark, Kalle Svensson, Sven Axbom och Sigge Parling. Stående från vänster: Lennart "Nacka" Skoglund, Gunnar Gren, Agne Simonsson, Bengt "Julle" Gustavsson och Nisse Liedholm.

Reino Börjesson var son till Erik Börjesson som tillhörde de tidiga svenska fotbollsstjärnorna. Hans mor kom från Finland. Börjessons första anställning var som kontrollantbiträde på Jonsereds Fabriker. Han började spela i Jonsereds IF innan han gick över till IFK Göteborg. Där spelade han till sig en landslagsplats, han debuterade i landslaget 1951 mot Danmark.
Under 1953 började Börjesson spela för boråslaget Norrby IF, som då spelade i division 2. Laget gick 1955 upp i allsvenskan och Börjesson blev åter landslagsman då han 1957 gjorde sin andra landskamp, detta mot Norge i nordiska mästerskapet.
Han blev uttagen till Sveriges trupp till VM 1958 där han först fick spela i den tredje gruppspelsmatchen, mot Wales. Därefter var Börjesson ordinarie startspelare i turneringen. Båda Börjessons landslagsmål gjorde han i 7–1-segern över Finland i den första matchen efter VM.
År 1951 tilldelades han Kristallkulan, ett pris tidningen GT delar ut varje år till den som den anser vara årets bästa fotbollsspelare i Västsverige.